# Baru (Hunedoara)
Baru (veraltet Barul Mare; deutsch Groß-Elephant auch Gross-Elephant, ungarisch Nagybár oder Bár) ist eine Gemeinde im Kreis Hunedoara in der Region Siebenbürgen in Rumänien.

## Geographische Lage

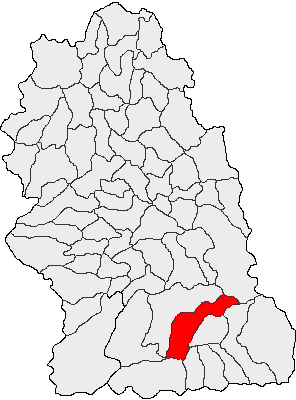
Lage der Gemeinde Baru im Kreis Hunedoara

Die Gemeinde liegt in der historischen Region Hatzeger Land (Țara Hațegului) im Südwesten des Șureanu-Gebirge und nordöstlich des Retezat-Gebirges. Der Ort befindet sich am Zusammenfluss der Bäche Petros, Munceul und Crivadia, welche gemeinsam den Fluss Strei (Strell) bilden. An der Europastraße 79 und der Bahnstrecke Simeria–Petroșani, befindet sich der Ort 23 Kilometer nordwestlich von Petroșani (Petroschen) und 24 Kilometer südöstlich von Hațeg (Hatzeg); die Kreishauptstadt Deva (Diemrich) liegt ca. 70 Kilometer (50 km Luftlinie) nordwestlich von Baru entfernt.

## Geschichte
Der Ort Baru, bestehend aus den Ortsteilen Baru Mare und Baru Mic („Klein-Elephant“), wurde 1418 bzw. 1421 erstmals urkundlich erwähnt. Auf Grund von Funden aus Obsidian im Ortsteil Baru Mare ist die Geschichte der Besiedlung der Region – nach Angaben von M. Roska – jedoch bis ins Neolithikum zurückzudatieren. Archäologische Funde auf Arealen, die von den Einheimischen Piatra Fânului und Bulzu Măgurii genannt werden, wurden nach Angaben von O. Floca  der Bronzezeit zugeordnet. Im Ortsteil Baru Mic, neben der Europastraße, befindet sich die Ruine eines Wachturms (von den Einheimischen Cetatea Jidovilor genannt), welche nach Angaben von Johann Michael Ackner (1863), der Römerzeit zugeordnet wurde.
Der Ort ist heute ein bedeutendes Zentrum der Baustoffindustrie. Zwischen Baru und dem Dorf Merișor der Gemeinde Bănița werden Manganerze abgetragen und aufbereitet.

## Bevölkerung
1850 lebten auf dem Gebiet der heutigen Gemeinde 2457 Einwohner; 2388 davon waren Rumänen, 24 Ungarn, 3 Deutsche und 42 andere (davon 7 Roma). 1966 wurde mit 3888 die größte Bevölkerungszahl – und gleichzeitig die der Rumänen (3780) – ermittelt. Die höchste Anzahl der Deutschen (52) wurde 1890, die der Ungarn (144) wurde 1910 und die der Roma (74) 1956 registriert. Darüber hinaus bezeichneten sich 2002 ein Einwohner und 1966 und 1992 je zwei als Serben, 1966, 1977 je einer, 1900 zwei, 1910 drei, 1930 und 1956 je vier als Slowaken und bei fast jeder Volkszählung auch einige als Ukrainer (die höchste Anzahl [25] 1966). Bei der Volkszählung 2002 lebten auf dem Gebiet der Gemeinde 3044 Menschen, davon waren 3014 Rumänen, zehn Ungarn, zwei Deutsche, 14 Roma, zwei Ukrainer und ein Serbe.

## Sehenswürdigkeiten
- Die rumänische-orthodoxe Kirche Pogorârea Sf. Duh (Sf. Ilie), im 18. Jahrhundert errichtet, steht unter Denkmalschutz.[8]
- Die Tropfsteinhöhle Tecuri (Peștera Tecuri)[9] steht unter Denkmalschutz.[10]
- Die Volkskunst-Sammlung der Maria Hord Gârbea.[9]

## Persönlichkeiten
- Ion Pop-Reteganul (1853–1905), Schriftsteller und Volkskundler, lebte und wirkte in Baru als Lehrer.[4]